# Tuzlaspor Kulübü
Il Tuzlaspor Kulübü  è una società calcistica con sede a Istanbul, in Turchia. Milita nella TFF 2. Lig, la terza divisione del campionato turco di calcio.
Fondato nel 1954, il club ha come colori sociali il bianco e il blu.

## Cronistoria
- Primo livello (ora Süper Lig): nessuna partecipazione
- Secondo livello (ora TFF 1. Lig): 2020-
- Terzo livello (ora TFF 2. Lig): 2015-2020
- Quarto livello (ora TFF 3. Lig): 2013-2015
- Campionato dilettantistico regionale: 2012-2013
- Campionati minori: 1954-2012

## Stadio
Il club gioca le gare casalinghe al stadio municipale di Tuzla, che ha una capienza di 2 200 posti a sedere.

## organico

### Rosa 2022-2023
Aggiornata al 27 febbraio 2023.
| N. |                         | Ruolo | Calciatore            |
| -- | ----------------------- | ----- | --------------------- |
| 1  | Turchia (bandiera)      | P     | Murat Hocaoğlu        |
| 4  | Turchia (bandiera)      | D     | İsmail Konuk          |
| 5  | Slovenia (bandiera)     | C     | Rajko Rotman          |
| 7  | RD del Congo (bandiera) | C     | Mayingila N'Zuzi Mata |
| 8  | Camerun (bandiera)      | C     | Abdoulaye Yahaya      |
| 9  | Nigeria (bandiera)      | A     | James Adeniyi         |
| 10 | Turchia (bandiera)      | C     | Çekdar Orhan          |
| 11 | Turchia (bandiera)      | A     | Bilal Başaçıkoğlu     |
| 13 | Guinea (bandiera)       | C     | Abdoulaye Cissé       |
| 16 | Turchia (bandiera)      | D     | Ogün Bayrak           |
| 17 | Turchia (bandiera)      | C     | Erdinç Altıntaş       |
| 19 | Turchia (bandiera)      | D     | Emirhan Tak           |
| 21 | Turchia (bandiera)      | C     | Bünyamin Yürür        |
| 22 | Turchia (bandiera)      | D     | İbrahim Has           |
| 25 | Turchia (bandiera)      | P     | Emre Koyuncu          |
| 26 | Nigeria (bandiera)      | A     | Sikiru Olatunbosun    |
| 33 | Turchia (bandiera)      | D     | Gökhan Akkan          |

| N. |                           | Ruolo | Calciatore       |
| -- | ------------------------- | ----- | ---------------- |
| 34 | Austria (bandiera)        | P     | Philipp Angeler  |
| 42 | Turchia (bandiera)        | D     | Mehmet Coşkun    |
| 53 | Turchia (bandiera)        | A     | Ozan Papaker     |
| 70 | Turchia (bandiera)        | D     | Göksu Mutlu      |
| 73 | Turchia (bandiera)        | D     | Süleyman Luş     |
| 80 | Turchia (bandiera)        | C     | Muhammed Demirci |
| 88 | Turchia (bandiera)        | C     | Erol Can Akdağ   |
| 92 | Turchia (bandiera)        | D     | Sadi Karaduman   |
| 95 | RD del Congo (bandiera)   | C     | Giannelli Imbula |
| 98 | Costa d'Avorio (bandiera) | A     | Mory Kone        |
|    | Turchia (bandiera)        | A     | Abdullah Doğan   |
|    | Germania (bandiera)       | C     | Enes Çınar       |
|    | Turchia (bandiera)        | P     | Kurtulus Yurt    |
|    | Turchia (bandiera)        | C     | Muhammed İlhanlı |
|    | Turchia (bandiera)        | D     | Ömürcan Artan    |
|    | Turchia (bandiera)        | P     | Burak Bozan      |

## Palmarès

### Competizioni nazionali
- TFF 3. Lig: 1

2014-2015
- Bölgesel Amatör Lig: 1

2012-2013

### Altri piazzamenti
- TFF 2. Lig:

Vittoria play-off: 2019-2020
Terzo posto: 2015-2016 (gruppo rosso)